# Liste des évêques d'Inhambane
Liste des évêques d'Inhambane (Dioecesis Inhambanianus)
L'évêché mozambicain d'Inhambane a été créé le 3 août 1962, par détachement de l'archevêché de Lourenço Marques.

## Sont évêques
- 27 octobre 1962-23 décembre 1974 : Ernesto Gonçalves da Costa
- 20 novembre 1975-† 7 septembre 2006 : Alberto Setele
- depuis le 7 septembre 2006 : Adriano Langa

## Sources
- L'ANNUAIRE PONTIFICAL, sur le site http://www.catholic-hierarchy.org, à la page